# Mihovil Dekaris
Mihovil Dekaris (Trogir, 2. srpnja 1901. – Zagreb,  23. svibnja 1967.), hrvatski ginekolog

## Životopis
Rođen u Trogiru. Medicinu studirao u Beču. Studij završio 1928. godine. U Beču je specijalizirao ginekologiju i porodništvo. Zaposlio se u Šibeniku 1930. gdje je do 1942. radio na Ginekološko-porođajnom odjelu u bolnici. Od 1942. je u Zagrebu. Do kraja života radio je na Klinici za ženske bolesti i porođaje. Bio je treći predstojnik te Klinike, poslije Franje Dursta i Stjepana Vidakovića.
Predavao na Medicinskom fakultetu u Zagrebu. Bavio se i ginekološkom onkologijom, urologijom i endokrinologijom. Prvi je liječnik u Hrvatskoj koji je u ginekologiju uveo citodijagnostiku. Bilo je to 1949. godine. Umro u Zagrebu 1967. godine.

## Vanjske poveznice
- US National Library of Medicine National Institutes of Health PubMed: Berger M.:[Prof. Dr Mihovil Dekaris (July 2, 1901-May 23, 1967)]., Lijec Vjesn. 1967 Oct;89(10):817-8.